# Rodriguez (yachts)
Pour les articles homonymes, voir Rodriguez.
La société Rodriguez Group était la société holding d'un groupe entreprise spécialisé dans la production et la vente de yachts de luxe, créé en 1972 par Gérard Rodriguez.
Le groupe employait 165 personnes en 2012 au niveau du holding et dans ses filiales G. Rodriguez et Camper et Nicholsons

## Présentation
Rodriguez Group regroupe plusieurs chantiers navals tels qu'Overmarine en Italie qui produit la gamme Mangusta, Arno en Italie qui produit la gamme Léopard, International Shipyards Ancona (ISA Yachts) en Italie qui produit la division Méga Yachts du groupe, et Astondoa en Espagne qui produit la gamme Astondoa.
Cette société est cotée en bourse. Elle a acquis en 2001 la société Campers & Nicholsons Intl., courtier en yachts de luxe, ainsi que plusieurs chantiers navals. Elle devient leader mondial du yachting de luxe sur le marché des grands yachts open mais doit aujourd'hui faire face à une concurrence importante de la part de nombreux chantiers italiens très dynamiques tels qu'Azimut, Tecnomare, Baglietto ou bien encore le chantier américain Palmer & Johnson.
Rodriguez Group a fait produire le plus grand yacht open de série au monde : le Mangusta 165' (50 mètres), battant ainsi le record déjà détenu par Rodriguez Group avec le Mangusta 130’. En 2010, le record fut à nouveau dépassé avec le Léopard 56, un yacht de 56 mètres équipé d'une plate-forme pour hélicoptère dont le prix s'élève à vingt millions d'euros. Mais Rodriguez Group va encore plus loin en 2012 avec le dernier joyau de la gamme Mangusta, le 205' ce qui fait à nouveau de cet open le plus long au monde jamais construit.
Les yacht les plus connus du groupe sont Le Serenity vendu à l'animateur français Arthur, le Celcascor vendu à un milliardaire américain, le Salvaje, et le nouveau Mangusta 165' d'Alexandre Rodriguez.
En 2009, la société se trouve en grande difficulté financière, son cours en bourse est suspendu du 8 avril 2009 au 7 avril 2010. Cette suspension de cotation lui permet de mettre en place un plan de sauvegarde. En 2010, Alexandre Rodriguez, le fils du fondateur qui est alors à la tête de l'entreprise, démissionne en raison de problèmes judiciaires dans le cadre d'une affaire de banditisme,.
Gérard Rodriguez a repris les rênes du groupe. Il est remplacé en mai 2011 à le tête du chantier navaval par Éric de Saintdo qui en était déjà le directeur général depuis mars 2011. Ce dernier démissionne après deux ans et demi de mandat.Anne Colonna de Lega lui succède.
Le 7 janvier 2014 la sauvegarde est convertie en redressement judiciaire.
Le 27 juillet 2015 la société est placée en liquidation judiciaire.

## Gamme
Rodriguez propose actuellement quatre gammes :
- Mangusta, fabriquée dans les chantiers Overmarine en Italie, avec plusieurs longueurs :
  - 72 pieds
  - 80 pieds
  - 92 pieds
  - 105 pieds
  - 108 pieds
  - 130, 130S pieds
  - 165 pieds
  - 205 pieds
- Léopard, fabriquée dans les chantiers Arno en Italie, avec plusieurs longueurs :
  - 23 mètres
  - 24 mètres
  - 26 mètres
  - 27 mètres
  - 32 mètres
  - 34 mètres
- Astondoa, fabriquée dans les chantiers Astondoa en Espagne, avec plusieurs longueurs :
  - 66 pieds
  - 72 pieds
  - 82 pieds
  - 95 pieds
  - 102 pieds
- Division Méga Yachts, fabriquée dans les chantiers ISA en Italie, avec plusieurs longueurs :
  - 120 pieds
  - 133 pieds
  - 148 pieds

## Chiffres
- 474 millions d’euros de chiffre d'affaires en 2006.

## Faillite
Le groupe Rodriguez a accumulé plus de 200 millions d’euros de dettes et s'est déclaré en faillite. Le groupe Rodriguez est placée en redressement judiciaire par le tribunal de commerce de Cannes en 2014. La société repreneuse "Industrial and Marine Diesels B.V." (IMD) a saisi la justice pour “escroquerie, abus de biens sociaux et banqueroute”, “prise illégale d'intérêts, favoritisme et détournement de fonds publics”.

## Controverses

### Relations avec le crime organisé
Le Parquet national financier (PNF) enquête depuis novembre 2015 sur la faillite du groupe Rodriguez. Le PNF suspecte également le port de Golfe-Juan (Alpes-Maritimes) d’avoir collaboré à des opérations de blanchiment d'argent de la part du grand banditisme. Alexandre Rodriguez aurait tissé des liens avec plusieurs membres du banditisme corso-marseillais et le casinotier Michel Tomi. 
Alexandre Rodriguez s’occupe de la société “Bavaris Commercial” basée aux îles Vierges, propriétaire des bateaux "Yes" et "Bono" de Gérald Campanella et Bernard Barresi, figures du milieu marseillais. En 2010, Alexandre Rodriguez est arrêté au port de Golfe-Juan en compagnie de trois membres du milieu marseillais : Bernard Barresi (en cavale depuis dix-huit ans), Gérald Campanella (en fuite) et Michel Campanella. Alexandre Rodriguez est mis en examen en juin 2010 et écroué pour « blanchiment d’infraction à la législation sur les jeux et d’extorsion de fonds aggravée, recel de malfaiteurs et abus de bien sociaux ». Il est remis en liberté en août 2010 contre une caution d’1,5 million d’euros.  
La société SNP Boat d'Alexandre Rodriguez a vendu à Michel Tomi le "Graziadu", un yacht de 43 mètres acquis pour 13,5 millions d’euros, prêté au président gabonais Ali Bongo et sa femme. 
Le groupe Rodriguez comprenait dans son organigramme exécutif Serge Allègre, proche de Richard Casanova et opérant en région PACA et notamment sur Cannes.